# سوق المال الليبي

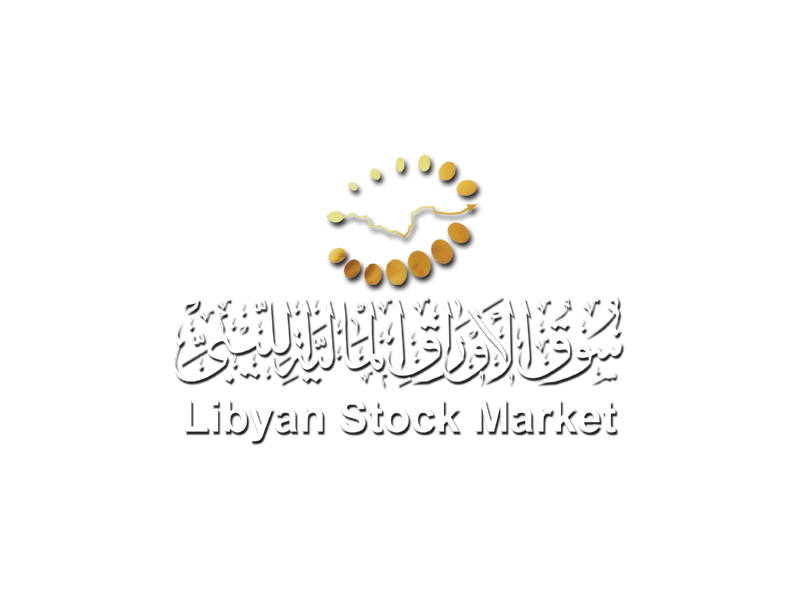
سوق الأوراق المالية الليبي

سوق المال الليبي هو سوق الأوراق المالية أو البورصة في ليبيا، تم افتتاحة عام 2006 بغرفتيه في طرابلس وبنغازي.

## خطوات الإنشاء
أصدرت اللجنة الشعبية العامة القرار رقم (134) في 3 يونيو 2006 بإنشاء سوق الأوراق المالية الليبي وإصدار نظامه الأساسي. حيث تم تكليف سليمان سالم الشحومي مديرا عاما لسوق الأوراق المالية الليبي.
كما أصدر أمين اللجنة الشعبية العامة للاقتصاد والتجارة والاستثمار القرار (332)، بشأن تحديد قواعد رسوم واشتراكات أعضاء سوق الأوراق المالية الليبي.

## الشركات المدرجة
من الشركات المدرجة في السوق:
1. مصرف الواحة.
2. الشركة المتحدة للتأمين.
3. شركة ليبيا للتأمين.
4. مصرف الصحاري.
5. مصرف السراي للتجارة والاستثمار.
6. مصرف التجارة والتنمية.
7. مصرف الوحدة.
8. شركة الصحاري للتأمين.

## وصلات خارجية
- موقع سوق المال الليبي نسخة محفوظة 12 يناير 2012 على موقع واي باك مشين.